# Fricot emulo di Sherlok Holmes
Fricot emulo di Sherlok Holmes è un film comico italiano del 1913.

## Trama
Fricot ha la mania di essere un grande poliziotto. Investiga, cerca, scopre, congettura, si rende la vita comicamente infelice e prende tanti granchi da far invidia a un pescatore.